# Sedevacantism

Semnul umbrelei deschise indică „post vacant” la Sfântul Scaun al Vaticanului

Sedevacantismul este opinia teologică a unei părți a „catolicilor tradiționaliști”, care crede că Sfântul Scaun este vacant de la moartea Papei Pius al XII-lea, în 1958 (majoritatea), sau a papei Ioan al XXIII-lea, în 1963 (minoritatea). În plus, sedevacantiștii nu acceptă autoritatea lucrărilor Celui de-al doilea conciliu de la Vatican, considerându-le eretice. Prin urmare, recenții papi Ioan al XXIII-lea sau Paul al VI-lea (după caz) și următorii ar fi doar niște uzurpatori. 
Așa ceva nu se confundă cu instituția canonică Sede vacante. 

## Legături externe

### Situs Sedevacantistorum
- Sedevacantism reconsiderat Arhivat în 16 noiembrie 2013, la Wayback Machine.
- Tradiționalism romano-catolic? Sedevacantism.
- Scurtă Prezentare a Situației w/imagini
- Dovezi de sedevacantism Arhivat în 6 iulie 2008, la Wayback Machine.
- Explicații suplimentare despre sedevacantism Arhivat în 28 septembrie 2007, la Wayback Machine.
- Site-ul La Aquinas. Sedevacantist.com. Arhivat în 21 iunie 2014, la Wayback Machine.
- lista de site-uri Arhivat în 7 ianuarie 2007, la Wayback Machine.
- Fr Raphael Trytek
- Eclipsa Bisericii
- WFTS radio SSPV evenimente biblice, prelegeri, muzică
- SSPV
- Mănăstirea celei mai Sfinte Familii
- Societatea Imaculatei Arhivat în 17 iulie 2019, la Wayback Machine.